# Raisi
Raisi (persiska: رئیسی, Rīsī, Ra’īsī) är en ort i Iran. Den är belägen i provinsen Khorasan, i den nordöstra delen av landet, 600 km öster om huvudstaden Teheran. Raisi ligger 1 139 meter över havet och antalet invånare är 901.
Terrängen runt Raisi är platt, och sluttar norrut. Runt Raisi är det ganska tätbefolkat, med 56 invånare per kvadratkilometer. Raisi är det största samhället i trakten. Omgivningarna runt Raisi är i huvudsak ett öppet busklandskap.
Ett kallt stäppklimat råder i trakten. Årsmedeltemperaturen i trakten är 20 °C. Den varmaste månaden är augusti, då medeltemperaturen är 32 °C, och den kallaste är januari, med 2 °C. Genomsnittlig årsnederbörd är 356 millimeter. Den regnigaste månaden är mars, med i genomsnitt 84 mm nederbörd, och den torraste är juli, med 1 mm nederbörd.